# UEFA Euro 2000 (videojuego)
UEFA Euro 2000 es el videojuego oficial de la Eurocopa 2000 disputada en Bélgica y Países Bajos. Creado por EA Canada y distribuido por EA Sports para Windows y PlayStation, es el primer videojuego de la saga UEFA Euro después de obtener la licencia por parte de la UEFA.

## Jugabilidad
Utilizando el motor de FIFA 2000 con algunas modificaciones menores, es el primer videojuego de EA Sports basado en la Eurocopa después de obtener la licencia oficial por parte de la UEFA, que anteriormente había estado en manos de Gremlin Interactive. El juego presenta a los 49 equipos de la etapa de clasificación de la Euro 2000, incluyendo a los anfitriones Bélgica y los Países Bajos que se clasificaron automáticamente para la fase de grupos. El jugador puede elegir uno de los equipos e intentar clasificarlo para el torneo y luego participar en las fases finales.
En cuanto a gráficos, es muy similar a FIFA 2000. Todos los uniformes incluyen solamente el logotipo del torneo como escudo, además de los nombres de los jugadores en la espalda. Las condiciones climáticas pueden variar a medida que se desarrolla el partido. 
Paul Oakenfold proporciona la música del juego, mientras que los comentarios son de John Motson y Mark Lawrenson en inglés. Para la versión en español los comentarios corren por parte de Manolo Lama y Paco González.

## Modos de juego
- Amistoso: Al final de un partido que termina empatado, el jugador puede optar por terminar dicho encuentro en empate, jugar tiempo extra con Gol de Oro o participar en una definición por penales.

- UEFA Euro 2000: Permite disputar la Euro 2000 desde su fase de clasificación con una de las 49 selecciones participantes. Si seleccionas a Bélgica o Países Bajos, juegas la fase de grupos del torneo automáticamente.

- Desafío: Puedes jugar rápidamente unos playoffs con 8 equipos.

- Gol de oro: Modo en que se permite jugar un partido sin límite de tiempo y con una cantidad de goles designada por el jugador.

- Entrenamiento: Modo en que se puede practicar libremente los movimientos de pases, ataque y defensa.

## Equipos
| - Albania - Alemania - Andorra - Armenia - Austria - Azerbaiyán - Bélgica - Bielorrusia - Bosnia y Herzegovina - Bulgaria - Chipre - Croacia - Dinamarca - Escocia - Eslovaquia - Eslovenia - España | - Estonia - Finlandia - Francia - Gales - Georgia - Grecia - Hungría - Inglaterra - Irlanda - Irlanda del Norte - Islandia - Islas Feroe - Israel - Italia - Letonia - Liechtenstein - Lituania | - Luxemburgo - Macedonia del Norte - Malta - Moldavia - Noruega - Países Bajos - Polonia - Portugal - República Checa - República Federal de Yugoslavia - Rumania - Rusia - San Marino - Suecia - Suiza - Turquía - Ucrania |

## Estadios
| - Amsterdam Arena - Stadion Feijenoord - Philips Stadion - GelreDome | - Estadio Maurice Dufrasne - Stade du Pays de Charleroi - Estadio Rey Balduino - Jan Breydelstadion |

## Banda sonora
| - "Campione 2000 (Euro 2000 Game Version)" - E-Type & Paul Oakenfold - "The Hub" - Paul Oakenfold - "Headcharge" - Paul Oakenfold - "Tribe" - Paul Oakenfold - "Hand of God" - Paul Oakenfold - "Bunker" - Paul Oakenfold - "Formula" - Paul Oakenfold |

## Recepción
Al revisar la versión de PlayStation, la revista PlayStation Max hizo varias comparaciones con el otro videojuego de fútbol de EA Sports, FIFA 2000. Consideraron que la Eurocopa 2000 es muy similar pero más lenta y más entrecortada de jugar que FIFA 2000 y también notaron que contenía menos equipos en comparación con FIFA, debido a su enfoque en los equipos internacionales europeos. Esto llevó a una calificación del 65%.
Eurogamer le dio a la misma versión de consola una crítica negativa, afirmando: "Es difícil creer que este juego haya sido probado exhaustivamente, pero claramente pasó todos los criterios necesarios para garantizar una vida útil. Todo el producto se siente increíblemente apresurado, con más énfasis en hacer que el sistema de menús se vea mejor que hacer un juego valga la pena jugar"."una gracia salvadora es la multitud y los comentarios, pero se vuelve bastante redundante cuando se compensa con las fallas generales del juego", lo que llevó a una puntuación de tres sobre diez."
IGN revisó la versión para PC y comentó que la velocidad de fotogramas a la que se ejecutaba el juego había disminuido en comparación con FIFA 2000, posiblemente debido al aumento de la multitud y los detalles del estadio. Tomando nota de las similitudes entre el juego y FIFA 2000, lo citaron como un "ejemplo clásico de la compañía que extrae el dinero de los fanáticos del fútbol para otro juego en gran medida idéntico de la serie de fútbol FIFA" y sugirieron "esperar a FIFA 2001".